# Idioma ayapaneco
El ayapaneco es una lengua indígena de México, pertenece a la familia de las lenguas mixe-zoqueanas. Hacia el año 2011 se afirmaba que contaba con sus dos últimos hablantes en Jalpa de Méndez, Tabasco. Posteriormente se pudo confirmar que esta información era falsa y que existían más hablantes. De acuerdo a datos recientes, se cree que existen alrededor de 21 personas que practican el idioma, la mayoría de ellos de la tercera edad, por lo que su estatus sería como una lengua amenazada. Daniel Suslak, profesor adjunto de antropología en la Universidad de Indiana, es uno de los lingüistas que trabaja para preparar el primer diccionario de la lengua. El Instituto Nacional de Lenguas Indígenas también ha mostrado su interés en la revitalización de la lengua y ha organizado algunos cursos y fetivales en Ayapa. En 2019 se publicó la primera tesis de doctorado dedicada al ayapaneco en el Institut National des Langues et Civilisations Orientales (INALCO) en Francia.

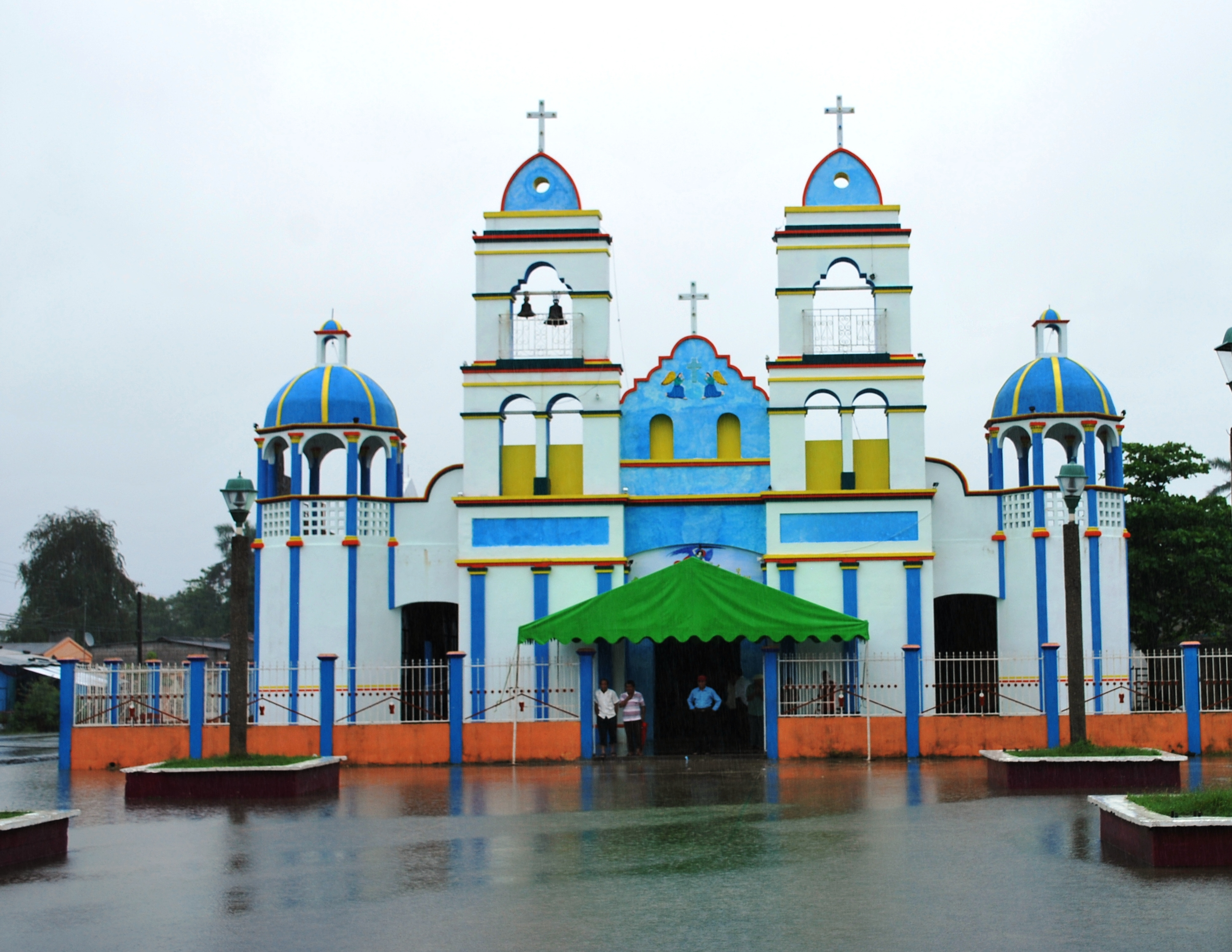
Iglesia de Ayapa, Jalpa de Méndez, Tabasco.

## Descripción lingüística

### Clasificación lingüística
El ayapaneco es una lengua de la familia lingüística mixezoque. Dentro de esta, se le agrupa en la rama zoqueana y, junto al popoluca de la Sierra y el popoluca de Texistepec, forma el subgrupo de lenguas zoqueanas del Golfo.

### Fonología
|             | Anterior | Central | Posterior |
| ----------- | -------- | ------- | --------- |
| Cerrada     | i        | ɨ       | u         |
| Semicerrada | e        |         | o         |
| Abierta     |          | a       |           |

|           | Bilabial | Alveolar | Palato-alveolar | Palatal | Velar | Glotal |
| --------- | -------- | -------- | --------------- | ------- | ----- | ------ |
| Oclusiva  | p        | t        |                 |         | k     | ʔ      |
| Africada  |          | t͡s       |                 | t͡ʃ      |       |        |
| Fricativa |          |          | ʃ               |         |       | h      |
| Nasal     | m        | n        |                 |         | ŋ     |        |
| Semivocal | w        |          |                 | j       |       |        |

|                   | Labiodental | Alveolar | Velar |
| ----------------- | ----------- | -------- | ----- |
| Fricativa         | f           |          | x     |
| Vibrante simple   |             | ɾ        |       |
| Vibrante múltiple |             | r        |       |
| Lateral           |             | l        |       |